# Оганян Татул Гегамович
Та́туль Гега́мович Ога́нян (вірм. Թաթուլ Գեհամովիչ Օհանյան.8 червня 1981, Цаккар, марз Гегаркунік) —  український та вірменський підприємець, громадсько-політичний діяч, колишній військовослужбовець, голова «Спілки вірмен м. Ніжина і Ніжинського району»
Учасник Революції Гідності (Самооборона Майдану) та війни на сході України. Депутат Талалаївської ОТГ від партії «Слуга народу».

## Біографія
Оганян Татул Гегамович народився 8 червня 1981 року в селі Цаккар у марзі Гегаркунік, у звичайній вірменській родині. Він був першою дитиною в сім'ї, яка переїхала в Україну.
У 1986 році народилася сестра Ірина.
Найголовнішою причиною переїзду в Україну стала відсутність високооплачуваних робочих місць на батьківщині та навчання Гегама (батько Татуля) в Українській сільськогосподарській академії. Хрещений батько Армаїс, чоловік Ліди, він же дядько Татула покликав до себе родину, де працював керуючим колгоспу в селі Мала Загорівка.
З 1984 по 1990 роки родина проживала в цьому місці.
З 2,5 до 5 років Татула водили до дитячого садочку в с. Мала Загорівка Борзнянського району, однією з няньок була його хрещена мати Ліда та за сумісництвом тітка.
Після дитячого садка, не чекавши 6-річчя, Татула віддали в школу, де він вчився до 3 класу.
У 1990 році, за відмінну роботу хрещеного батька, його запросили обійняти посаду заступника голови Безуглівського колгоспу, він забрав родину Татула з собою, щоб жити і працювати в с. Безуглівка Ніжинського району, тоді ж Татуль пішов до 4 класу Безуглівського ЗОШ (нині Безуглівський ліцей). Був хорошистом і закінчив школу на п’ятірки та на дві четвірки, брав активну участь у всіляких заходах шкільного життя (футбол, КВК, туризм тощо).
З 1998 по 2003 рік після закінчення школи навчався в Чернігівському державному інституті економіки і управління на аграрному факультеті за спеціальністю «Аграрний менеджмент». Спеціалізація — менеджер економіст. Під час навчання брав активну участь у житті інституту, а саме був членом команди КВК факультету та гравцем футбольної команди й інститутської команди з мініфутболу.
У 2002 році проходив стажування у Великобританії. Там Татул працював на фермі «HighGrowFruit» у місті Ледбері. Термін стажування становив майже 3 місяці.
З 2004 по 2005 рік після закінчення інституту Татуль працевлаштувався в Чернігівський обласний притулок для неповнолітніх в місті Ніжині на посаду заступника директора з господарських питань.

## Футбольна кар'єра
Ще в школі Татуль дуже захопився футболом і непогано в нього грав.
З 1997 по 2014 рік грав за Безуглівську футбольну команду «Колос». Бувши шульгою, грав у команді лівим півзахисником. У цей період футбольна команда «Колос» здобула чимало перемог і була багаторазовим чемпіоном Ніжинського району з футболу та не раз вигравала кубок району. Кінець футбольної кар'єри поставила війна на сході 2014 року.

Татул Оганян з футбольною командою "Колос"

## Власна справа
У 2005 році Оганян Татуль Гегамович зареєструвався приватним підприємцем і розпочав власну справу у сфері дорожнього будівництва і благоустрою. На початку своєї справи не мав найманих працівників та спеціальної техніки, доводилось робити всю роботу самому, а техніку винаймав у друзів та знайомих. Згодом з’явилася можливість придбати власну техніку та взяти на роботу найманих працівників. На сьогоднішній день на підприємстві працює близько 10 людей, утримує автопарк із 15 одиниць техніки та 2 будівельних майданчики для зберігання матеріалів, завдяки чому швидко, якісно та в короткий термін виконуються дорожньо-будівельні роботи будь-якої складності.

## Російсько-українська війна (2014 рік)

Татул з орденами «За мужність» ІІІ ступеня і «Єдність та воля»

Бувши членом ГО Самооборона Ніжина, Татуль Гегамович організував збір речей і продуктів першої потреби. Своїм транспортом відвозив усе на фронт. А звідти додому віз «200–ті» — тіла наших воїнів для поховання в місті Ніжині та Ніжинському районі.

## Російсько-українська війна (2022 рік)
24 лютого 2022 року він знову поринув у боротьбу з окупантами. Був командиром розвідувально-диверсійної групи. Мав позивний «Татул».
12 березня «Під час бою в березні Татуль разом з іншими захисниками не просто показали рашистам їх місце на нашій землі, а й завоювали 13 одиниць техніки окупантів. Відходячи наш колега, прикриваючи побратимів, підірвався на ворожій міні» - пише у своєму телеграм-каналі Олена Шуляк — очільниця партії “Слуга Народу”. Автомобіль розірвало, а він отримав важкі опіки тіла та поранення кінцівок, що призвели до ампутації. Але зараз після реабілітації він продовжує займатися своєю справою та підтримує економічний фронт, зокрема допомагаючи ЗСУ.
Набув медійної популярності після інтерв'ю для «Суспільне Чернігів», де процитував російського полоненного "мы два дня ничего не кушали если можно нам на троих два бутерброда". Затрофеївши три бойові одиниці та екіпаж танку.

## Нагороди
- Орден «За мужність» ІІІ ступеня
- Орден «Єдність та воля»

## Сімейний стан
Одружений з Аревік Оганян (Торосян).
Має трьох синів Армаїса, Артьома та Арарата.